# Caroline Ouellette
Temple de la renommée de l'IIHF : 2023,
« Pour sûr j'ai dû sacrifier un peu de ma vie sociale mais c'est un sacrifice que vous devez faire pour être meilleur. »
— Caroline Ouellette, au sujet de son attachement au hockey.

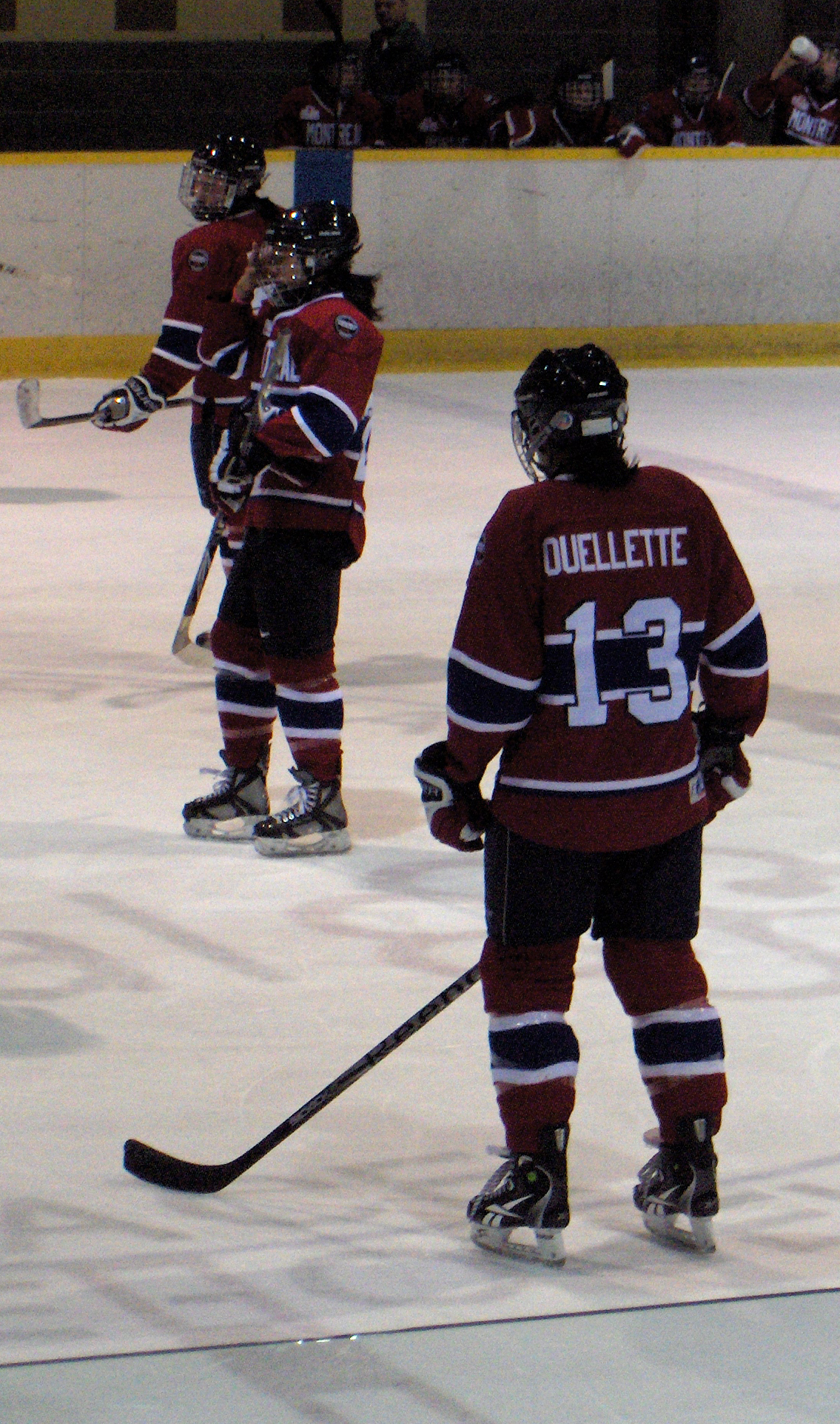
Pour sûr j'ai dû sacrifier un peu de ma vie sociale mais c'est un sacrifice que vous devez faire pour être meilleur.

Caroline Ouellette (née le 25 mai 1979 à Montréal dans la province de Québec au Canada) est une joueuse canadienne de hockey sur glace qui a exercé de 1998 à 2018. Elle a remporté quatre médailles d'or olympiques aux Jeux olympiques de Salt Lake City en 2002, Jeux olympiques de Turin en 2006, Jeux olympiques de Vancouver en 2010 et aux Jeux olympiques de Sotchi en 2014. Elle a également représenté le Canada dans 12 championnats du monde, remportant 6 médailles d'or et 6 médailles d'argent.
Elle a remporté quatre fois la Coupe Clarkson avec l'équipe des Canadiennes de Montréal.

## Biographie

### Carrière de joueuse

#### Début au hockey
Ouellette commence à jouer au hockey à l'âge de dix ans, grâce à sa mère qui lui achète ses premiers patins  contre l'avis de son père. Celui-ci finit par abdiquer et jusqu'à ses quatorze ans, elle joue dans une ligue avec des garçons. En 1995, elle débute avec l'équipe du Québec et joue lors des Jeux d'hiver du Canada. En 1998, à l'âge de 18 ans, elle gagne sa première médaille d'or avec l'équipe du Québec lors des championnats canadiens de hockey des moins de 18 ans. Elle ajoute avec l'équipe Québec une médaille d'argent au Championnat canadien de 2001 et une médaille de bronze au tournoi féminin Esso de 1998 où elle marque un but et deux aides dans le match pour la médaille de bronze.

#### Ligue universitaire (NCAA)
De 2002 à 2005, Ouellette joue dans la ligue universitaire (championnat NCAA) avec les Bulldogs de Minnesota-Duluth. Nouvelle recrue, elle établit un record NCAA pour le plus grand nombre de buts marqués en désavantage numérique dans un match (2 buts marqués lors d'un match contre les Fighting Hawks du Dakota du Nord, le 14 novembre 2003). Durant la saison 2004-2005, elle est impliquée (soit comme marqueuse, soit comme passeuse) dans plus de 60 % de buts marqués par les Bulldogs. En fin de saison, elle est l'une des finalistes pour le trophée Patty Kazmaier. Les deux dernières années, elle occupe le poste de capitaine de l'équipe.

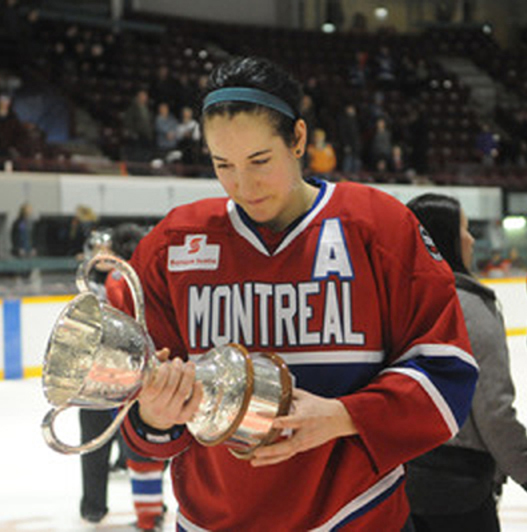
La championne tenant dans ses mains la Coupe Clarkson le 27 mars 2011.

Ouellette occupe le troisième rang des marqueuses de tous les temps dans l'histoire des Bulldogs avec 92 buts et 137 mentions d'aide en 97 matchs. Elle est élue sur l'équipe d'étoiles de la décennie de la WCHA en 2009.

#### Ligues élites: LNHF, WWHL et LCHF
Pendant 3 saisons (de 1998 à 2001), Ouellette évolue avec les Wingstar de Montréal dans la défunte Ligue nationale de hockey féminin (1999-2007). Lors de la saison 1998-1999, elle accumule 32 buts, 38 mentions d'aide pour un total de 60 point en 27 matchs. Elle termine deuxième au classement des marqueuses, 1 point derrière Stephanie Boyd du Thunder de Brampton. À sa deuxième saison en LNHF, Ouellette marque 26 buts, 27 mentions d'aide pour un total de 53 points en 26 matchs. Elle termine troisième au classement des marqueuses derrière Jayna Hefford (2e) et Karen Nystrom (1re). Malgré tout, Ouellette est élue dans la première équipe d'étoiles et est nommée joueuse MVP Forward Eastern Division (Meilleure attaquante de la Division Est)
Lors de la saison 2000-2001, elle termine troisième au classement des marqueuses de la ligue avec 53 points (21 buts et 32 passes) contribuant au premier rang des Wingstars dans la division Est.
De 2006 à 2008, pendant deux saisons, elle est membre des Whitecaps du Minnesota dans la Ligue féminine de hockey de l'Ouest (WWHL) . En 2007-2008, Ouellette marque 7 buts et 9 passes dans un total de 9 matchs.
En 2008-2009, Ouellette se joint aux Stars de Montréal. Elle remporte les honneurs des mois de novembre et décembre 2008 de la meilleure marqueuse de la ligue (égalant le record de ligue avec 19 points en seulement six matchs). En fin de saison, elle est nommée la joueuse la plus utile de la ligue. Elle contribue à la première conquête de la Coupe Clarkson par les Stars.
Lors de la saison 2010-2011, Ouellette est la meilleure marqueuse du circuit et gagne le trophée Angela James. Elle conduit les Stars à un quatrième championnat consécutif de la LCHF et à une deuxième conquête de la Coupe Clarkson. Dans le match de la finale, Ouellette marque un but et obtient deux passes pour être élue joueuse MVP.
Lors de la saison 2011-2012, Ouellette est la deuxième meilleure marqueuse, derrière sa coéquipière Meghan Agosta. Les Stars remportent un cinquième championnat consécutif et une troisième Coupe Clarkson. Ouellette est nommé joueuse par excellence du tournoi.
En septembre 2018, elle annonce sa retraite en tant que joueuse .

### Carrière d'entraîneuse
Caroline occupe le poste d'entraîneuse adjointe à l’université du Minnesota à Duluth entre 2006 et 2008, remportant plusieurs titres nationaux de la WCHA et la NCAA en 2008 .
Elle annonce en septembre 2018 la fin de sa carrière de joueuse et dans le même temps son investissement en tant qu'entraîneuse assistante auprès des Canadiennes de Montréal en LCHF. Elle poursuit également le travail d'entraîneuse assistante qu'elle assure depuis 2016 auprès des Stingers de Concordia en ligue universitaire. Elle réalise un travail auprès de l'équipe nationale du Canada, faisant partie du staff lors du championnat du monde 2017 et lors de la Coupe des quatre nations 2018,,.
Le 5 décembre 2018, les Canadiennes annoncent la promotion de Ouellette au poste d'entraîneuse associée avec Danièle Sauvageau pour le reste de la saison 2018-2019. Ouellette est la principale dirigeante de l'équipe alors que Sauvageau assure un poste de mentor, en lien avec son expérience importante, et la remplace lorsqu'elle doit s'absenter pour ses autres engagements .

### En équipe nationale
De 1998 à 2000, Caroline Ouellette évolue avec l'équipe nationale canadienne des moins de 22 ans. Avec les moins de 22 ans, elle gagne une médaille d'or en 1998 au Christmas Cup tenu à Unna, en Allemagne. Elle répète le même exploit en 2000 lors du tournoi des trois nations tenu à Zuchwil en Suisse et du tournoi des quatre Nations tenu à Füssen en Allemagne.
Membre de l'équipe nationale sénior canadienne depuis 1999, elle participe à quatre Jeux olympiques, douze championnats du monde et huit Coupe des 4 nations. Elle est capitaine de l'équipe nationale lors des Jeux olympiques de Sotchi en 2014 et remporte la médaille d'or avec son équipe.
Au total, Caroline Ouellette se classe troisième de l’histoire de l'équipe nationale derrière Hayley Wickenheiser et Jayna Hefford en nombre de matchs joués. Elle fait partie avec ces deux dernières d'un cercle restreint de cinq athlètes (comprenant également le biathlète Alexander Tikhonov et la patineuse de vitesse Claudia Pechstein) ayant remporté quatre médailles d'or olympiques consécutives.
Au total elle a inscrit 234 points (84 buts et 150 aides) en 205 matchs internationaux .

## Vie personnelle
Caroline Ouellette fait sa scolarité à l'école secondaire Louis-Riel dans le quartier Mercier-Ouest dans la ville de Montréal. En 1997, elle joue pour l'équipe du fastball du Québec aux Jeux du Canada. Elle reçoit un diplôme de l'Académie nationale de police du Québec en 2000 et travaille comme policière à la Communauté urbaine de Montréal. En 2008 elle obtient un diplôme universitaire en criminologie de l'université du Minnesota à Duluth.
Elle est porte-parole du mouvement Carrément Rose et ambassadrice pour l'organisme Right to play (en). Ouellette s'implique dans le soutien pour la lutte contre le cancer du sein, elle a été inspirée par le courage et la détermination de sa tante Claire, une survivante du cancer du sein.
En 2014, Caroline Ouellette lance le tournoi  « Célébration hockey féminin Caroline Ouellette », un évènement annuel pour les jeunes joueuses (6 à 12 ans). Cet évènement était le premier en son genre, il offre également l'opportunité d'essayer le hockey en empruntant de l’équipement et avec l'aide de plusieurs Olympiennes et joueuses de la LCHF qui sont annuellement invitées . Elle a également travaillé sur la création du programme  « La Première Présence hockey féminin » pour donner l’opportunité à des jeunes filles de se faire apprendre la base du hockey. De plus, elle est cofondatrice de athletichub.com, un site web qui aide les jeunes athlètes-étudiants à se faire recruter au niveau collégial .
Elle est mariée à la joueuse américaine de hockey sur glace Julie Chu avec qui elle a eu une petite fille en 2017,.

## Statistiques

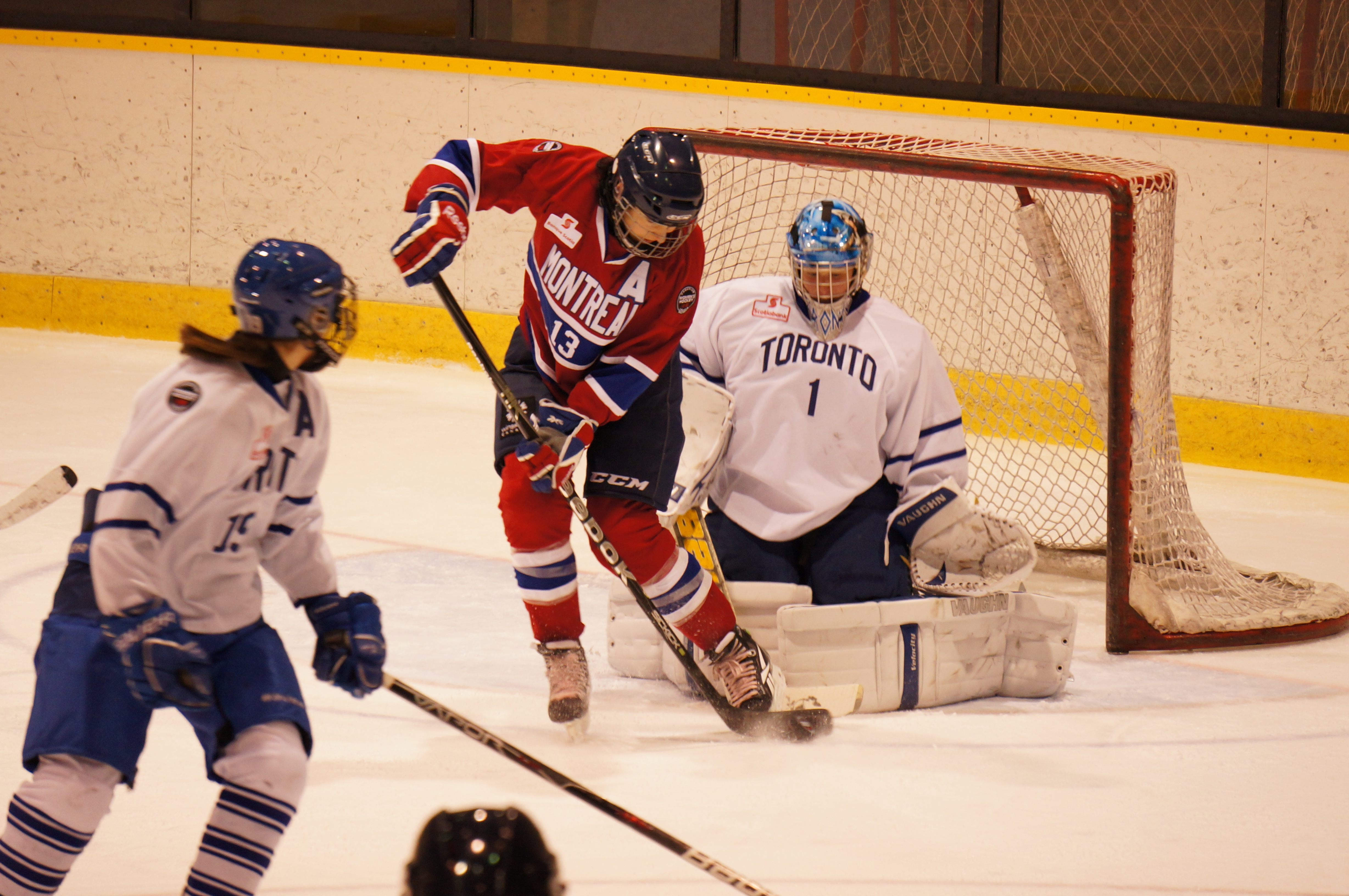
Ouellette en 2011 contre les Furies de Toronto.

### En club
| Saison      | Équipe                       | Ligue            |     | Saison régulière | Saison régulière | Saison régulière | Saison régulière | Saison régulière |    | Séries éliminatoires | Séries éliminatoires | Séries éliminatoires | Séries éliminatoires | Séries éliminatoires |
| Saison      | Équipe                       | Ligue            | PJ  | B                | A                | Pts              | Pun              | PJ               | B  | A                    | Pts                  | Pun                  |                      |                      |
| 1998-1999   | Bonaventure Wingstar         | LNHF (1999-2007) | 27  | 32               | 28               | 60               | 6                |                  |    |                      |                      |                      |                      |                      |
| 1999-2000   | Wingstar de Montréal         | LNHF (1999-2007) | 25  | 26               | 27               | 53               | 6                |                  |    |                      |                      |                      |                      |                      |
| 2000-2001   | Wingstar de Montréal         | LNHF (1999-2007) | 29  | 21               | 34               | 55               | 22               |                  |    |                      |                      |                      |                      |                      |
| 2002-2003   | Bulldogs de Minnesota-Duluth | NCAA             | 32  | 31               | 42               | 73               | 16               |                  |    |                      |                      |                      |                      |                      |
| 2003-2004   | Bulldogs de Minnesota-Duluth | NCAA             | 32  | 29               | 47               | 76               | 16               |                  |    |                      |                      |                      |                      |                      |
| 2004-2005   | Bulldogs de Minnesota-Duluth | NCAA             | 33  | 32               | 48               | 80               | 18               |                  |    |                      |                      |                      |                      |                      |
| 2005-2006   | Axion de Montréal            | LNHF (1999-2007) | -   | -                | -                | -                | -                | 2                | 0  | 3                    | 3                    | 0                    |                      |                      |
| 2007-2008   | Whitecaps du Minnesota       | WWHL             | 9   | 7                | 9                | 16               | 0                | 1                | 1  | 3                    | 4                    | 0                    |                      |                      |
| 2008-2009   | Stars de Montréal            | LCHF             | 24  | 25               | 33               | 58               | 6                |                  |    |                      |                      |                      |                      |                      |
| 2010-2011   | Stars de Montréal            | LCHF             | 29  | 22               | 46               | 68               | 16               | 4                | 1  | 5                    | 6                    | 4                    |                      |                      |
| 2011-2012   | Stars de Montréal            | LCHF             | 27  | 30               | 36               | 66               | 12               | 4                | 5  | 3                    | 8                    | 2                    |                      |                      |
| 2012-2013   | Stars de Montréal            | LCHF             | 23  | 13               | 13               | 26               | 14               | 4                | 1  | 1                    | 2                    | 6                    |                      |                      |
| 2013-2014   | Stars de Montréal            | LCHF             | 2   | 2                | 0                | 2                | 4                | 3                | 0  | 3                    | 3                    | 2                    |                      |                      |
| 2014-2015   | Stars de Montréal            | LCHF             | 22  | 8                | 18               | 26               | 18               | 3                | 1  | 2                    | 3                    | 0                    |                      |                      |
| 2015-2016   | Canadiennes de Montréal      | LCHF             | 24  | 15               | 17               | 32               | 18               | 3                | 4  | 6                    | 10                   | 0                    |                      |                      |
| 2016-2017   | Canadiennes de Montréal      | LCHF             | 22  | 15               | 16               | 31               | 4                | -                | -  | -                    | -                    | -                    |                      |                      |
| 2017-2018   | Canadiennes de Montréal      | LCHF             | 6   | 1                | 4                | 5                | 2                | 2                | 0  | 0                    | 0                    | 0                    |                      |                      |
| Totaux NCAA | Totaux NCAA                  | Totaux NCAA      | 97  | 92               | 137              | 229              | 50               | -                | -  | -                    | -                    | -                    |                      |                      |
| Totaux LCHF | Totaux LCHF                  | Totaux LCHF      | 179 | 131              | 183              | 314              | 94               | 23               | 12 | 20                   | 32                   | 14                   |                      |                      |
| Totaux LNHF | Totaux LNHF                  | Totaux LNHF      | 81  | 79               | 89               | 168              | 34               | 2                | 0  | 3                    | 3                    | 0                    |                      |                      |

### En équipe nationale
| Année | Équipe | Compétition          |   | PJ | B | A  | Pts | Pun               |  | Résultat |
| 1999  | Canada | Championnat du monde | 5 | 2  | 5 | 7  | 4   | Médaille d'or     |  |          |
| 2000  | Canada | Championnat du monde | 5 | 0  | 2 | 2  | 2   | Médaille d'or     |  |          |
| 2001  | Canada | Championnat du monde | 5 | 2  | 3 | 5  | 4   | Médaille d'or     |  |          |
| 2002  | Canada | Jeux olympiques      | 5 | 2  | 4 | 6  | 6   | Médaille d'or     |  |          |
| 2004  | Canada | Championnat du monde | 5 | 3  | 6 | 9  | 0   | Médaille d'or     |  |          |
| 2005  | Canada | Championnat du monde | 5 | 2  | 6 | 8  | 0   | Médaille d'argent |  |          |
| 2006  | Canada | Jeux olympiques      | 5 | 5  | 4 | 9  | 4   | Médaille d'or     |  |          |
| 2007  | Canada | Championnat du monde | 5 | 1  | 3 | 4  | 2   | Médaille d'or     |  |          |
| 2008  | Canada | Championnat du monde | 5 | 2  | 4 | 6  | 4   | Médaille d'argent |  |          |
| 2009  | Canada | Championnat du monde | 5 | 3  | 5 | 8  | 6   | Médaille d'argent |  |          |
| 2010  | Canada | Jeux olympiques      | 5 | 2  | 9 | 11 | 2   | Médaille d'or     |  |          |
| 2011  | Canada | Championnat du monde | 5 | 1  | 2 | 3  | 2   | Médaille d'argent |  |          |
| 2012  | Canada | Championnat du monde | 5 | 4  | 5 | 9  | 6   | Médaille d'or     |  |          |
| 2013  | Canada | Championnat du monde | 4 | 1  | 2 | 3  | 2   | Médaille d'argent |  |          |
| 2014  | Canada | Jeux olympiques      | 5 | 0  | 0 | 0  | 2   | Médaille d'or     |  |          |
| 2015  | Canada | Championnat du monde | 5 | 2  | 2 | 4  | 2   | Médaille d'argent |  |          |

## Trophées et honneurs personnels
En septembre 2010, l'arrondissement Rosemont–La Petite-Patrie de la ville de Montréal (où Caroline Ouellette est née et a grandi) nomme une des deux patinoires du Centre Étienne-Desmarteau en son honneur. En 2018, elle fait partie de l'exposition vingt-et-une Montréalaises exceptionnelles regroupant des portraits qui se démarquent sur les plans social, scientifique et culturel

### En équipe nationale
Ouellette remporte l'Or olympique à Salt Lake City en 2002, à Turin en 2006, à Vancouver en 2010 et à Sotchi en 2014. Aux championnats mondiaux de Hockey féminin, elle gagne six médailles d'or (1999, 2000, 2001, 2004, 2007, 2012) et six médailles d'Argent (2005, 2008, 2009, 2011, 2013, 2015). Elle complète son tableau d'honneur international avec huit médailles d'or (1999, 2001, 2002, 2005, 2006, 2007, 2009 et 2010) et quatre médailles d'Argent (2003, 2008, 2011 et 2012) à la Coupe des quatre nations.

### LCHF
- Quatre fois championne de la Coupe Clarkson (2009, 2011, 2012 et 2017).
- Meilleure attaquante et meilleure buteuse de la Coupe Clarkson 2009.
- Remporte le trophée Angela James pour la joueuse ayant inscrit le plus de points de la LCHF en 2010-2011.
- Most Valuable Player (Joueuse la plus utile) de la Coupe Clarkson 2011 et 2012.
- Most Valuable Player (Joueuse la plus utile) de la LCHF pour la saison 2008-2009 et 2010-2011.
- Élue dans la première équipe d'étoiles de la LCHF pendant quatre saisons consécutives: 2008-2009, 2009-2010, 2010-2011, 2011-2012.
- Remporte le trophée Isobel Gathorne-Hardy qui récompense la joueuse la plus impliquée et dévouée à tous les aspects du hockey féminin en 2013 (lors de la Coupe Esso).
- Participe aux matchs des étoiles de la LCHF 2015, 2016 et 2017.

### NCAA
- Troisième meilleure pointeuse de l’histoire de l'équipe avec 229 points en 97 matchs [19].
- Nommée en 2005 dans les 10 finalistes du trophée Patty Kazmaier[34].
- Nommée en 2005 l'athlète féminine de l'année dans la WCHA et élue dans la première équipe d'étoiles de la WCHA[35].
- Reçoit le prix E.L. « Duce » Rasmussen, présenté à la meilleure athlète de l’université et le prix de sportivité du USCHO en 2005 [19].
- Joueuse de hockey la plus utile du championnat NCAA en 2003[36].
- Mène le championnat en nombre de points par match et nombre d'aides par matchs pour la saison 2003-2004.
- Nommée dans l'équipe des recrues de la WCHA en 2003[19].